# Schlichow

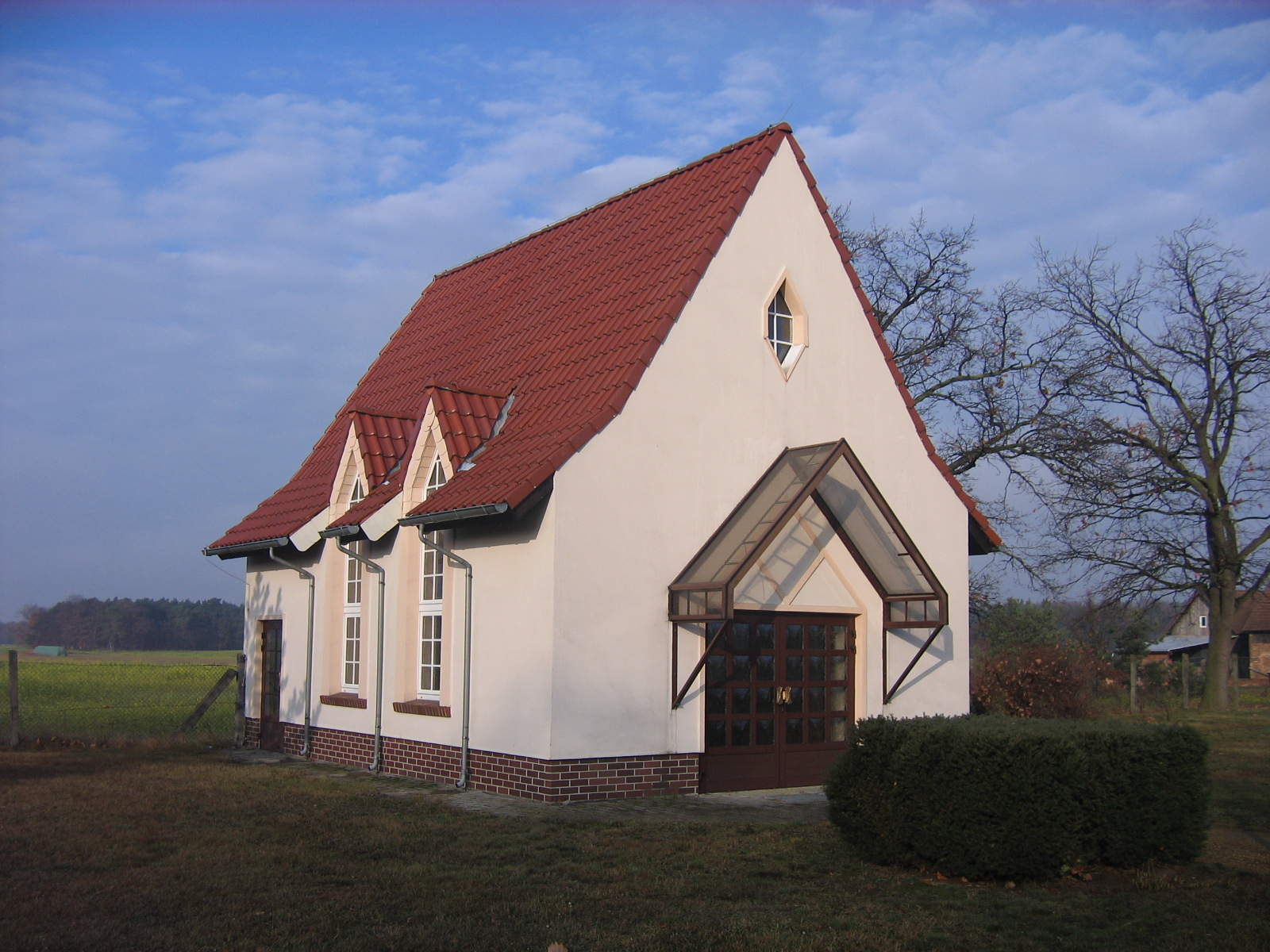
Kapelle in Schlichow

Schlichow, niedersorbisch Šlichow, ist ein Wohnplatz in Dissenchen, einem Ortsteil der kreisfreien Stadt Cottbus in Brandenburg. Bis zum 1. Januar 1974 war Schlichow eine eigenständige Gemeinde. Schlichow ist der östlichste Ort im Cottbuser Stadtgebiet. Ein kleiner Teil des Ortes wurde in den 1970er- und 1980er-Jahren durch den Braunkohletagebau Cottbus-Nord devastiert.

## Lage
Schlichow liegt in der Niederlausitz, etwa fünf Kilometer Luftlinie östlich der Cottbuser Stadtmitte. Umliegende Ortschaften sind der zur Gemeinde Heinersbrück gehörende Ortsteil Grötsch im Nordosten, der zur Gemeinde Neuhausen/Spree gehörige Ortsteil Haasow im Süden, Branitz im Südwesten, Dissenchen im Westen sowie Merzdorf im Nordwesten. Schlichow liegt im Lausitzer Braunkohlerevier und grenzt im Norden unmittelbar an das Restloch des Tagebaus Cottbus-Nord, die früheren Nachbarorte Klein Lieskow (im Norden) und Tranitz (im Osten) wurden devastiert.
Westlich der Ortslage verläuft die Bundesstraße 168 nach Beeskow. Südlich des Dorfes fließt das Tranitzfließ, das im Zuge des Braunkohletagebaus verlegt wurde. Von 2019 bis 2024 wurde das Tagebaurestloch geflutet, Schlichow liegt am Cottbuser Ostsee. Schlichow liegt im amtlichen Siedlungsgebiet der Sorben/Wenden.

## Geschichte
Schlichow wurde erstmals im Jahr 1440 unter dem Namen Slixdorf urkundlich erwähnt. Der Ort ist nach einem Mann mit dem sorbischen Personennamen Slyk bzw. Slych benannt. Es handelt sich um einen sorbisch-deutschen Mischnamen. Weitere Ortsnamen waren im Laufe der Zeit Schliche im Jahr 1643 und Schließdorf in den Jahren 1718/19. Im Jahr 1718 wurde der Ort erstmals mit dem heutigen Namen erwähnt. Das Dorf ist ländlich geprägt, Haupteinnahmequelle im Dorf war früher die Landwirtschaft.
Historisch gehörte Schlichow zur kurfürstlich-brandenburgischen Herrschaft Cottbus und somit ab 1701 zum Königreich Preußen. Nach dem Tilsiter Frieden kam der Ort kurzzeitig zum Königreich Sachsen, nach dem Wiener Kongress wurde er wieder preußisch. Bei der Kreisreform im Jahr 1816 wurde Schlichow dem Kreis Cottbus in der Provinz Brandenburg zugeordnet.
Laut der Topographisch-statistischen Übersicht des Regierungsbezirks Frankfurt a. d. O. gab es in Schlichow im Jahr 1844 34 Wohngebäude, der Ort hatte damals 204 Einwohner. Das Dorf war Sitz eines Rittergutes, das von 1440 bis 1846 im Besitz der Adelsfamilie von Pannwitz war, und gehörte kirchlich zur Kirchengemeinde Groß Lieskow. Im Jahr 1867 hatte Schlichow 259 Einwohner in 42 Gebäuden, für dieses Jahr sind im Ort eine Windmühle und eine Schäferei verzeichnet. Das Rittergut befand sich damals in Besitz eines preußischen Leutnanten a. D. von Mosch.
Schlichow war bis ins 20. Jahrhundert ein überwiegend sorbischsprachiges Dorf. Arnošt Muka zählte für seine Statistik über die sorbische Bevölkerung in der Lausitz im Jahr 1884 eine Einwohnerzahl von 250, davon waren 230 Einwohner (92 %) Sorben und 20 Deutsche. In der folgenden Zeit ging der Anteil der sorbischsprachigen Bevölkerung im Dorf zurück, Ernst Tschernik zählte 1956 384 Einwohner, davon waren noch 212 Einwohner sorbischsprachig (54,9 %).
Nach dem Ende des Zweiten Weltkrieges wurde Schlichow Teil der Sowjetischen Besatzungszone und später der DDR. Bei der Kreisreform am 25. Juli 1952 kam die Gemeinde an den Kreis Cottbus-Land im Bezirk Cottbus. Am 1. Januar 1974 wurde Schlichow zusammen mit Merzdorf nach Dissenchen eingemeindet. In den Jahren 1976 und 1985 wurden Teile Schlichows zu Gunsten des Braunkohletagebaus Cottbus-Nord devastiert, insgesamt mussten 65 Einwohner umgesiedelt werden. Nach der Wiedervereinigung wurde der Kreis Cottbus-Land in Landkreis Cottbus umbenannt. Im Zuge der Kreisreform Brandenburg 1993 am 6. Dezember 1993 wurde Dissenchen mit dem Ortsteil Schlichow in die kreisfreie Stadt Cottbus eingemeindet. Schlichow wurde als Folge dessen zu einem Wohnplatz herabgestuft.

## Denkmale

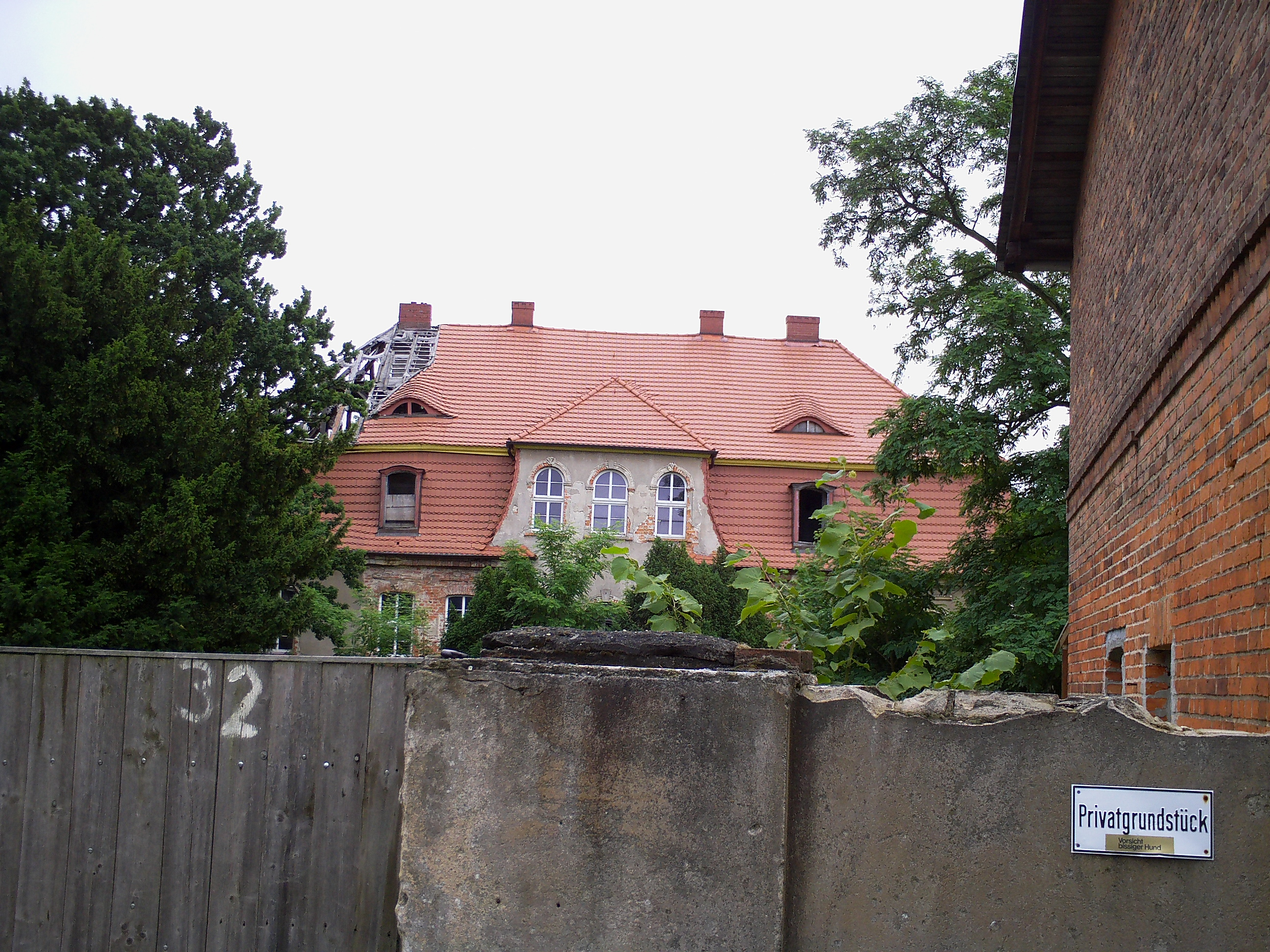
Herrenhaus Schlichow (2012)

Für Schlichow sind in der Denkmalliste des Landes Brandenburg zwei Baudenkmale ausgewiesen:
- Das Herrenhaus Schlichow wurde im Jahr 1780 durch die Gutsherren von Pannwitz im spätbarocken Stil errichtet. Es ist von einer Parkanlage sowie mehreren Stallanlagen umgeben. Der verputzte Mauerwerksbau verfügt über ein hohes Mansardwalmdach. Im Jahr 1936 wurde das Herrenhaus umgestaltet, dabei wurden der Mittelrisalit über dem Eingangsbereich und die Freitreppe umgestaltet. Die zweiflügelige Eingangstür ist vermutlich noch original erhalten. Das Gebäude befindet sich in Privatbesitz und ist in einem sehr schlechten Zustand.
- Die Gebäude Schlichower Dorfstraße 28, 30 und 32 dienten früher als Großviehställe des Gutshofes Schlichow.

## Bevölkerungsentwicklung
| 1875 | 248 | 1939 | 341 |
| 1890 | 262 | 1946 | 389 |
| 1910 | 277 | 1950 | 395 |
| 1925 | 291 | 1964 | 324 |
| 1933 | 321 | 1971 | 309 |

## Persönlichkeiten
- Friedrich Wilhelmi (1788–1852), deutsch-österreichischer Schauspieler, wurde in Schlichow geboren
- Oskar Trautmann (1877–1950), deutscher Diplomat, lebte in Schlichow

## Nachweise
1. ↑  Gemeinde- und Ortsteilverzeichnis. In: geobasis-bb.de. Landesvermessung und Geobasisinformation Brandenburg, archiviert vom Original (nicht mehr online verfügbar) am 16. August 2017; abgerufen am 7. Juni 2018.  Info: Der Archivlink wurde automatisch eingesetzt und noch nicht geprüft. Bitte prüfe Original- und Archivlink gemäß Anleitung und entferne dann diesen Hinweis.
2. ↑  Reinhard E. Fischer: Die Ortsnamen der Länder Brandenburg und Berlin. Alter – Herkunft – Bedeutung. be.bra Wissenschaft, Berlin 2005, S. 151.
3. ↑  Topographisch-statistische Übersicht des Regierungsbezirks Frankfurt a. d. O. Harnecker, Frankfurt an der Oder 1844, S. 45 (digitale-sammlungen.de).
4. ↑  Statistisches Bureau der Königlichen Regierung zu Frankfurt a. O.: Topographisch-statistisches Handbuch des Regierungs-Bezirks Frankfurt a. O. Verlag von Gustav Harnecker u. Co., Frankfurt a. d. O. 1867, S. 47. (books.google.de)
5. ↑  Arnošt Muka: Statistika łužiskich Serbow. Wobličenje a wopisanje. Budyšin 1884–1886, S. 125. (online) (Memento des Originals vom 19. April 2019 im Internet Archive)  Info: Der Archivlink wurde automatisch eingesetzt und noch nicht geprüft. Bitte prüfe Original- und Archivlink gemäß Anleitung und entferne dann diesen Hinweis.
6. ↑  Ludwig Elle: Sprachenpolitik in der Lausitz. Domowina-Verlag, Bautzen 1995.
7. ↑  Schlichow im Geschichtlichen Ortsverzeichnis. Abgerufen am 7. Juni 2018.
8. ↑  Denkmalliste des Landes Brandenburg: Stadt Cottbus (PDF). Brandenburgisches Landesamt für Denkmalpflege und Archäologisches Landesmuseum, abgerufen am 7. Juni 2018.
9. ↑  Historisches Gemeindeverzeichnis des Landes Brandenburg 1875 bis 2005. (PDF; 331 kB) Brandenburg an der Havel, Cottbus, Frankfurt (Oder), Potsdam. Landesbetrieb für Datenverarbeitung und Statistik Land Brandenburg, Dezember 2006, abgerufen am 7. Juni 2018.